# Кохаку ута гассэн
«Кохаку ута гассэн» (яп. 紅白歌合戦 ко:хаку ута гассэн, букв. «Песенный турнир Красных и Белых»), часто коротко называемый просто «Кохаку» — ежегодное музыкальное конкурсное шоу, проводимое телекомпанией NHK в предновогодний вечер (незадолго до полуночи) и транслируемое по телевидению и радио в Японии, а также за её границами подписанными на неё кабельными провайдерами.
На страны восточной Азии шоу ретранслитровалось, например, телеканалом TVB Jade и двумя каналами Cable TV Hong Kong (Гонконг), Shanghai Media Group и Dragon Television (Континентальный Китай), а также собственным каналом производителя для международного вещания NHK World (в частности, на Тайвань).

## Отбор исполнителей и песен
В шоу участвуют наиболее популярные музыканты прошедшего года, традиционно — с перевесом жанров J-Pop и энка. По условиям конкурса исполнители разделяются на две соревнующиеся команды «Красных» и «Белых». «Красная команда» или «Акагуми» (яп. 紅組) состоит из музыкантов-женщин либо групп с женским вокалом (к примеру, в ней в 48—55 выпусках конкурса участвовал коллектив Every Little Thing, включающий автора текстов и вокалистку Каори Мотиду и композитора, аранжировщика и гитариста Итиро Ито, а до 2000 года — ещё и продюсера, клавишника и второго автора текстов Мицуру Игараси), «Белая команда» или «Сирогуми» (яп. 白組) — соответственно, из музыкантов-мужчин либо групп с мужским вокалом; отнесение групп со смешанным вокалом зависит от того, участие каких вокалистов было выражено больше.
Честь участия в «Кохаку» предоставляется исключительно по приглашению от комитета экспертов NHK, отбирающей наиболее популярных артистов, принимая во внимание не только исполнение, но и стиль причесок и костюмов, грим, танец, декорации и т. п. Даже сейчас, когда популярность шоу упала по сравнением с годами его расцвета, участие в нём остается заметным фактором карьеры любого японского музыканта.
Несмотря на высокую честь, существует ряд случаев, когда популярный исполнитель или коллектив неоднократно приглашались участвовать, но всегда отказывались — например, Тихару Мацуяма, Каздумаса Ода и Хикару Утада, группы B’z и Spitz. Неоднократно участвовали, а потом стали отклонять приглашения Хибари Мисора, Намиэ Амуро, группы Southern All Stars, GLAY и «Юдзу». С другой стороны, встречались и случаи, когда отказывавшие на протяжении ряда лет артисты внезапно решали участвовать, что резко подстегивало зрительскую популярность программы; примеры — Такуро Ёсида (1994), Миюки Накадзима (2002), Юми Мацутоя (2005), группа Mr. Children (2008).
Песни для исполнения также отбираются на основании ряда факторов, включая опросы общественного мнения, уточняющие относительное пристрастие аудитории к различным жанрам, объёмы продаж их записей и приложимость в объявленной теме очередного конкурса. При этом, однако, встречаются исключения: к примеру, Момоэ Ямагути исполняла на 25-м «Кохаку» (в канун 1975 года) не предложенный NHK вариант, а свою любимую песню Hito Natsu no Keiken (яп. ひと夏の経験).

## Популярность программы
Конкурс «Кохаку ута гассэн» был со своего основания и остаётся одним из наиболее популярных шоу программы японского телевидения всего года, в частности из-за традиции встречать новый год и проводить его первые дни дома (см. омисока). С течением времени его рейтинг популярности, достигавший в своём максимуме по региону Канто, где начиналась его трансляция, 81,4 % (14-й выпуск, в канун 1964 года), снизился там до уровня 35—42 % (абсолютный минимум — 30,8/39,3 % у 55-го выпуска, в канун 2005 года. Несмотря на общее падение интереса, «Кохаку» по-прежнему остаётся на верхних строчках рейтингов и является в Японии наиболее значительным музыкальным мероприятием года.

## Сводка общих данных программы по годам
| №  | Дата и время                     | Ведущие от «Красных»    | Ведущие от «Белых»       | «Модераторы»            | Команда-победитель | Рейтинг      |
| -- | -------------------------------- | ----------------------- | ------------------------ | ----------------------- | ------------------ | ------------ |
| 1  | 3 января 1951 г. (20:00—21:00)   | Митико Като             | Сюити Фудзикура          | Масахару Танабэ         | Белые              | (нет данных) |
| 2  | 3 января 1952 г. (19:30—21:00)   | Киёко Тангэ             | Сюити Фудзикура          | Масахару Танабэ         | Белые              | (нет данных) |
| 3  | 2 января 1953 г.                 | Суга Хонда              | Тэру Мията               | Масаёри Симура          | Белые              | (нет данных) |
| 4  | 31 декабря 1953 г. (21:15—22:45) | Такико Мидзуноэ         | Кэйдзо Такахаси          | Сэйгоро Китадэ          | Красные            | (нет данных) |
| 5  | 31 декабря 1954 г. (21:15—23:00) | Нацуэ Фукудзи           | Кэйдзо Такахаси          | Сёдзабуро Исии          | Красные            | (нет данных) |
| 6  | 31 декабря 1955 г.               | Тэру Мията              | Кэйдзо Такахаси          | Сёдзабуро Исии          | Красные (5-4)      | (нет данных) |
| 7  | 31 декабря 1956 г. (21:05—23:30) | Тэру Мията              | Кэйдзо Такахаси          | Сёдзабуро Исии          | Белые              | (нет данных) |
| 8  | 31 декабря 1957 г.               | Такико Мидзуноэ         | Кэйдзо Такахаси          | Сёдзабуро Исии          | Красные (7-4)      | (нет данных) |
| 9  | 31 декабря 1958 г. (21:10—23:35) | Тэцуко Куроянаги        | Кэйдзо Такахаси          | Сёдзабуро Исии          | Красные (7-4)      | (нет данных) |
| 10 | 31 декабря 1959 г. (21:05—23:35) | Мэйко Накамура          | Кэйдзо Такахаси          | Сёдзабуро Исии          | Красные (7-4)      | (нет данных) |
| 11 | 31 декабря 1960 г. (21:00—23:40) | Мэйко Накамура          | Кэйдзо Такахаси          | Сёдзабуро Исии          | Белые              | (нет данных) |
| 12 | 31 декабря 1961 г.               | Мэйко Накамура          | Кэйдзо Такахаси          | Тосиаки Хосака          | Белые              | (нет данных) |
| 13 | 31 декабря 1962 г. (21:00—23:45) | Мицуко Мори             | Тэру Мията               | Сёдзабуро Исии          | Белые              | 80,4 %       |
| 14 | 31 декабря 1963 г. (21:05—23:45) | Тиэми Эри               | Тэру Мията               | Сёдзабуро Исии          | Красные (19-8)     | 81,4 %       |
| 15 | 31 декабря 1964 г.               | Тиэми Эри               | Тэру Мията               | Сёдзабуро Исии          | Белые              | 72,0 %       |
| 16 | 31 декабря 1965 г.               | Митико Хаяси            | Тэру Мията               | Сёдзабуро Исии          | Белые (14-11)      | 78,1 %       |
| 17 | 31 декабря 1966 г.               | Пегги Хаяма             | Тэру Мията               | Сёдзабуро Исии          | Красные (22-3)     | 74,0 %       |
| 18 | 31 декабря 1967 г. (21:00—23:45) | Юмико Коконоэ           | Тэру Мията               | Сёдзабуро Исии          | Красные (10-7)     | 76,7 %       |
| 19 | 31 декабря 1968 г.               | Киёко Суйдзэндзи        | Кю Сакамото              | Тэру Мията              | Белые (10-7)       | 76,9 %       |
| 20 | 31 декабря 1969 г.               | Юкари Ито               | Кю Сакамото              | Тэру Мията              | Красные            | 69,7 %       |
| 21 | 31 декабря 1970 г.               | Хибари Мисора           | Тэру Мията               | Бунъя Судзуки           | Красные (81-79)    | 77,0 %       |
| 22 | 31 декабря 1971 г.               | Киёко Суйдзэндзи        | Тэру Мията               | Бунъя Судзуки           | Белые (102-98)     | 78,1 %       |
| 23 | 31 декабря 1972 г.               | Наоми Сагара            | Тэру Мията               | Сидзуо Ямакава          | Красные (59-42)    | 80,6 %       |
| 24 | 31 декабря 1973 г.               | Киёко Суйдзэндзи        | Тэру Мията               | Сидзуо Ямакава          | Красные            | 75,8 %       |
| 25 | 31 декабря 1974 г.               | Наоми Сагара            | Сидзуо Ямакава           | Масао Домон, Ёдзо Накаэ | Красные            | 74,8 %       |
| 26 | 31 декабря 1975 г.               | Наоми Сагара            | Сидзуо Ямакава           | Хироси Айкава           | Белые              | 72,0 %       |
| 27 | 31 декабря 1976 г.               | Наоми Сагара            | Сидзуо Ямакава           | Хироси Айкава           | Красные            | 74,6 %       |
| 28 | 31 декабря 1977 г.               | Наоми Сагара            | Сидзуо Ямакава           | Хироси Айкава           | Белые              | 77,0 %       |
| 29 | 31 декабря 1978 г.               | Мицуко Мори             | Сидзуо Ямакава           | Хироси Айкава           | Белые              | 72,2 %       |
| 30 | 31 декабря 1979 г.               | Киёко Суйдзэндзи        | Сидзуо Ямакава           | Ёдзо Накаэ              | Красные            | 77,0 %       |
| 31 | 31 декабря 1980 г.               | Тэцуко Куроянаги        | Сидзуо Ямакава           | Ёдзо Накаэ              | Красные            | 71,1 %       |
| 32 | 31 декабря 1981 г.               | Тэцуко Куроянаги        | Сидзуо Ямакава           | Кэйити Убуката          | Белые (22-11)      | 74,9 %       |
| 33 | 31 декабря 1982 г.               | Тэцуко Куроянаги        | Сидзуо Ямакава           | Кэйити Убуката          | Красные (19-16)    | 69,9 %       |
| 34 | 31 декабря 1983 г.               | Тэцуко Куроянаги        | Кэндзи Судзуки           | Тамори                  | Белые (19-10)      | 74,2 %       |
| 35 | 31 декабря 1984 г.               | Мицуко Мори             | Кэндзи Судзуки           | Кэйити Убуката          | Красные (31-2)     | 78,1 %       |
| 36 | 31 декабря 1985 г.               | Масако Мори             | Кэндзи Судзуки           | Масахо Сэнда            | Красные (22-11)    | 66,0 %       |
| 37 | 31 декабря 1986 г.               | Юки Сайто, Ёрико Мэката | Юдзо Каяма, Масахо Сэнда | Сэйити Ёсикава          | Белые              | 59,4 %       |
| 38 | 31 декабря 1987 г.               | Акико Вада              | Юдзо Каяма               | Сэйити Ёсикава          | Красные (18-9)     | 55,2 %       |
| 39 | 31 декабря 1988 г.               | Акико Вада              | Юдзо Каяма               | Кэйко Сугиура           | Белые (19-8)       | 53,9 %       |

В обновленном форматe
| №  | Дата и время                     | Ведущие от «Красных»                                 | Ведущие от «Белых»                                   | «Модераторы»                                         | Команда-победитель | Рейтинг       |
| -- | -------------------------------- | ---------------------------------------------------- | ---------------------------------------------------- | ---------------------------------------------------- | ------------------ | ------------- |
| 40 | 31 декабря 1989 г. (19:20—23:45) | Ёсико Мита                                           | Тэцуя Такэда                                         | Садатомо Мацудайра                                   | Красные (20-7)     | 38,5 % 47,0 % |
| 41 | 31 декабря 1990 г.               | Ёсико Мита                                           | Тосиюки Нисида                                       | Садатомо Мацудайра                                   | Белые (13-4)       | 30,6 % 51,5 % |
| 42 | 31 декабря 1991 г.               | Юко Асано                                            | Масааки Сакаи                                        | Сидзуо Ямакава                                       | Красные (8-7)      | 34,9 % 51,5 % |
| 43 | 31 декабря 1992 г.               | Хикари Исида                                         | Масааки Сакаи                                        | Сидзуо Ямакава                                       | Белые (15-2)       | 40,2 % 55,5 % |
| 44 | 31 декабря 1993 г. (19:30—23:45) | Хикари Исида                                         | Масааки Сакаи                                        | Миюки Морита                                         | Белые (21-6)       | 42,4 % 50,1 % |
| 45 | 31 декабря 1994 г. (20:00—23:45) | Эмико Каминума                                       | Итиро Фурутати                                       | Ясуо Миякава                                         | Красные (9-8)      | 40,1 % 51,5 % |
| 46 | 31 декабря 1995 г.               | Эмико Каминума                                       | Итиро Фурутати                                       | Рюдзи Миямото, Мицуё Кусано                          | Белые (13-4)       | 44,9 % 50,4 % |
| 47 | 31 декабря 1996 г.               | Такако Мацу                                          | Итиро Фурутати                                       | Рюдзи Миямото, Мицуё Кусано                          | Белые (9-4)        | 41,6 % 53,9 % |
| 48 | 31 декабря 1997 г.               | Акико Вада                                           | Масахиро Накаи                                       | Рюдзи Миямото                                        | Белые (9-4)        | 40,2 % 57,2 % |
| 49 | 31 декабря 1998 г.               | Дзюнко Кубо                                          | Масахиро Накаи                                       | Рюдзи Миямото                                        | Красные (9-4)      | 45,4 % 57,2 % |
| 50 | 31 декабря 1999 г. (19:30—23:45) | Дзюнко Кубо                                          | Накамура Канкуро V                                   | Рюдзи Миямото                                        | Белые (7-6)        | 45,8 % 50,8 % |
| 51 | 31 декабря 2000 г. (19:20—23:45) | Дзюнко Кубо                                          | Мотоя Идзуми                                         | Рюдзи Миямото                                        | Красные (9-4)      | 39,2 % 48,4 % |
| 52 | 31 декабря 2001 г. (19:30—23:45) | Юмико Удо                                            | Ватару Абэ                                           | Тамио Миякэ                                          | Белые (9-4)        | 38,1 % 48,5 % |
| 53 | 31 декабря 2002 г.               | Юмико Удо                                            | Ватару Абэ                                           | Тамио Миякэ                                          | Красные (9-6)      | 37,1 % 47,3 % |
| 54 | 31 декабря 2003 г.               | Юмико Удо и Такако Дзэмба                            | Ватару Абэ, Тэцуя Такаяма                            | Токо Такэути                                         | Белые (15-0)       | 35,5 % 45,9 % |
| 55 | 31 декабря 2004 г.               | Фумиэ Оно                                            | Ватару Абэ                                           | Масааки Хорио                                        | Красные (8-5)      | 30,8 % 39,3 % |
| 56 | 31 декабря 2005 г. (19:20—23:45) | Мино Монта, Мотоё Яманэ, Юкиэ Накама и Кодзи Ямамото | Мино Монта, Мотоё Яманэ, Юкиэ Накама и Кодзи Ямамото | Мино Монта, Мотоё Яманэ, Юкиэ Накама и Кодзи Ямамото | Белые              | 35,4 % 42,9 % |
| 57 | 31 декабря 2006 г.               | Юкиэ Накама                                          | Масахиро Накаи                                       | Тамио Миякэ, Мэгуми Куросаки                         | Белые (13-5)       | 30,6 % 39,8 % |
| 58 | 31 декабря 2007 г.               | Масахиро Накаи                                       | Цурубэ Сёфукутэй                                     | Кадзуя Мацумото, Мики Сумиёси                        | Белые              | 32,8 % 39,5 % |
| 59 | 31 декабря 2008 г.               | Юкиэ Накама                                          | Масахиро Накаи                                       | Кадзуя Мацумото                                      | Белые              | 35,7 % 42,1 % |
| 60 | 31 декабря 2009 г. (19:15—23:45) | Юкиэ Накама                                          | Масахиро Накаи                                       | Ватару Абэ                                           | Белые              | 37,1 % 40,8 % |
| 61 | 31 декабря 2010 г. (19:30—23:45) | Нао Мацусита                                         | группа Arashi                                        | Ватару Абэ                                           | Белые              | 35,7 % 41,7 % |
| 62 | 31 декабря 2011 г. (19:15—23:45) | Мао Иноуэ                                            | группа Arashi                                        | Ватару Абэ                                           | Красные            | 35,2 % 41,6 % |
| 63 | 31 декабря 2012 г.               | Маки Хорикита                                        | группа Arashi                                        | Юмико Удо                                            | Белые              | 33,2 % 42,5 % |
| 64 | 31 декабря 2013 г.               | Харука Аясэ                                          | группа Arashi                                        | Юмико Удо                                            | Белые (9-4)        | 36,9 % 44,5 % |
| 65 | 31 декабря 2014 г.               | Юрико Ёситака                                        | группа Arashi                                        | Юмико Удо                                            | Белые              | 35,1 % 42,2 % |

## Регулярные участники конкурса «Кохаку»
Ряд исполнителей регулярно приглашались и участвовали в конкурсной программе «Кохаку». Среди безусловных «чемпионов» и ветеранов конкурса можно назвать таких известных исполнителей жанра энка как Сабуро Китадзима, Синъити Мори и Хироси Ицуки, каждый из которых за шесть с половиной десятилетий истории программы соревновался в ней в составе «Белых» более 40 раз.
Списки ниже перечисляют в порядке понижения количества участий в конкурсе всех участников «Кохаку», задействованных в его конкурсной программе пять и более раз, согласно официальной статистике организаторов по прошедшим 64 выпускам. Это не включает появлений артистов в качестве поддержки, «гостей» и т. п. вне конкурсных выступлений, учитываемых в оценке соответствующих команд. Количество участий рассчитано именно для упомянутых в списке вариантов (без учёта сольных выступлений для членов коллективов и наоборот):

### Поп- ирок-исполнители
- Хироми Го[англ.] (26)
- группа SMAP (21)
- группа TOKIO (20)
- Сэйко Мацуда (17)
- группа Dreams Come True[англ.] (15)
- Аюми Хамасаки (15)
- Хироми Ивасаки (14)
- Наоми Сагара[яп.] (13)
- Aiko[англ.] (12)
- группа Porno Graffitti (12)
- группа Morning Musume (10)
- Намиэ Амуро (9)
- группа EXILE (9)
- Дзюнко Сакурада (9)
- Мика Накасима (9)
- Куми Кода (8)
- Саори Минами[англ.] (8)
- Аяка Хирахара (8)
- дуэт Every Little Thing (8)
- дуэт Kobukuro (8)
- Хидэаки Токунага[англ.] (8)
- Михо Накаяма (7)
- группа Four Leaves[англ.] (7)
- Кэн Хираи (7)
- Акина Накамори[англ.] (7)
- группа AKB48 (6)
- Анджела Аки (6)
- Аяка[англ.] (6)
- BoA (6)
- группа W-inds.[англ.] (6)
- группа Gospellers[англ.] (6)
- группа Ikimono-gakari (6)
- Наоко Каваи[яп.] (6)
- Ай Оцука (6)
- группа Perfume (6)
- Масааки Сакаи (6)
- Масахару Фукуяма (6)
- Момоэ Ямагути (6)
- группа Arashi (5)
- группа Da Pump[англ.] (5)
- Gackt (5)
- Маюми Ицува[англ.] (5)
- Томоми Кахала[англ.] (5)
- группа Chemistry[англ.] (5)
- Кёко Коидзуми[англ.] (5)
- группа Kome Kome Club[англ.] (5)
- группа L’Arc~en~Ciel (5)
- группа MAX[англ.] (5)
- Нана Мидзуки (5)
- Ая Мацуура (5)[d]
- Ёко Огиномэ[англ.] (5)
- Йо Хитото[англ.] (5)
- группа X Japan (5)
- группа Yuzu (5)
- Линда Ямамото[англ.] (5)

### Исполнителиэнкииadult contemporaryжанров
- Сабуро Китадзима[англ.] (50)
- Синъити Мори (46 подряд)
- Хироси Ицуки[англ.] (43)
- Акико Вада[англ.] (37)
- Такаси Хосокава[англ.] (37)
- Саюри Исикава (36)
- Тиёко Симакура[англ.] (35)
- Сатико Кобаяси[яп.] (33)
- Харуми Мияко (29)
- Кэнъити Микава[англ.] (26)
- Фуюми Сакамото[англ.] (25)
- Акира Фусэ[англ.] (25)
- Миюки Каванака[яп.] (24)
- Нацуко Годай[яп.] (20)
- Итиро Тоба[яп.] (20)
- Масаси Сада (19)
- Масао Сэн[яп.] (19)
- Мина Аоэ[англ.] (18)
- Киёси Маэкава[англ.] (18)
- Хибари Мисора (18[e])
- Аяко Фудзи[англ.] (19)
- Хидэки Сандзё[англ.] (18)
- Ёсими Тэндо[яп.] (18)
- Каори Кодзай[яп.] (17)
- Кэндзи Савада[англ.] (17)
- Такао Хориути[яп.] (17)
- Синдзи Танимура[англ.] (16)
- Масако Мори (15)
- Мицуко Накамура[яп.] (15)
- Ёко Нагаяма[англ.] (14)
- Киёси Хикава[англ.] (14)
- Саори Юки[англ.] (12)
- Каори Мидзумори[англ.] (11)
- Ютака Ямакава[яп.] (11)
- Джордж Ямамото[яп.] (11)
- Рёко Морияма[англ.] (10)
- Саори Юки[англ.] и Сатико Ясуда[яп.] (10[f])
- Кэ Ынсук[яп.] (7)
- Рими Нацукава[англ.] (6)
- Нобору Кирисима[яп.]

## Иностранные участники конкурса «Кохаку»
Хотя конкурс предназначен большей частью для японских исполнителей и ограничен преимущественно японскими жанрами музыки, шоу время от времени включало выступления популярных в Японии музыкантов других стран как вне программы (в качестве поддержки, special appearances и т. д.), так и в программе конкурса (с зачётом их выступлений при оценке итога соответствующих команд). Ниже перечислены иностранные участники конкурсной программы с указанием гражданства и номеров годов их участия, отдельно из Азии и других регионов мира:
| Из стран Азии - BoA (Южная Корея; 2002—2007) - Гэри Валенсиано (Филиппины; 1990) - Группа Girls' Generation (Южная Корея; 2011) - Группа Dong Bang Shin Ki (Южная Корея; 2008, 2009, 2011) - Группа Kara (Южная Корея; 2011) - Ким Ёнджа (Южная Корея; 1989 и 1994) - Пэтти Ким (Южная Корея; 1989) - Кэ Ынсук (Южная Корея; 1988—1994) - Ли Чонхён(Южная Корея; 2004) - Джуди Онг (Тайвань; 1979, 1980) - Оуян Фэйфэй (Тайвань; 1972, 1973, 1991) - Oyunna (Монголия; 1990) - RYU (Южная Корея; 2004) - Группа Smokey Mountain (Филиппины; 1991) - Вивиан Сюй (Тайвань; 1998) - Алан Там (Гонконг; 1989) - Ансамбль Twelve Girls Band (КНР; 2003) - Тереза Тенг (Тайвань; 1985, 1986, 1991) - Friends of Love the Earth (КНР/Южная Корея/Сингапур; 2005) - Агнес Чань (Гонконг; 1973—1975) - Чо Ёнпхиль (Южная Корея; 1987, 1988, 1990) | Из других регионов мира - Сара Брайтман (Великобритания; 1991) - Лайма Вайкуле (Латвия/Россия; 1991) - Александр Градский (СССР; 1990) - Джеро (США; 2007 и 2008) - Юна Ито (США; 2005) - Альфредо Касеро (Аргентина; 2002) - Синди Лопер (США; 1990) - Пол Саймон (США; 1990) - Элисон Уильямс (США; 1990) - Энди Уильямс (США; 1991) - Крис Харт (США; 2013) |

Ввиду этого, на конкурсе звучали и иностранные песни, хотя эта сторона программы включает не только зарубежных исполнителей, но и исполнения каверов западных песен японскими вокалистами. Например, в 9-м выпуске конкурса (декабрь 1958) участвовала переведённая на японский язык советская военная песня «Огонёк», спетая мужским вокальным квартетом «Dark Ducks».

## Комментарии
1. ↑  Рейтинг передачи в обновлённом формате подсчитывался отдельно для двух её частей, до и после промежуточного выпуска новостной программы.
2. ↑  Представитель длиннейшей имённой династии актёров кабуки.
3. ↑  В 56-м выпуске деление ведущих отсутствовало, все одинаково взаимодействовали с обеими командами.
4. ↑  Мацуура также участвовала в конкурсе в составе групп Def.Diva[англ.] и GAM[англ.], однако NHK не засчитывает это в числе её собственных участий.
5. ↑  В 1954 году и подряд в 1957—1972 годах. Серия участий Хибари Мисоры в конкурсе прервалась в 1973 году, когда NHK не пригласила её в очередной раз на фоне криминального скандала с её младшим братом, без объяснения причины. Воспринявшая это как оскорбление, певица на 5 лет вообще отказалась от любого взаимодействия с телекомпанией. В 1979 году последовало некоторое примирение, отмеченное исполнением Мисорой трёх своих хитов различных лет — «Матрос-сан», «Яблоневая развилка» и «Дорога жизни» — в качестве почётного гостя программы, но в конкурсе «Кохаку» она больше не участвовала до конца жизни. После её смерти ряд известнейших песен её репертуара неоднократно исполнялись на «Кохаку» коллегами по жанру.
6. ↑  Число участий в конкурсе дано именно для дуэта Юки и Ясуды — без учёта индивидуальных выступлений любой из них.